# Paenibacillus
Paenibacillus es un género de bacterias, originalmente incluidas en Bacillus. El apelativo refleja este hecho: latín paene significa mucho, luego Paenibacilli es literalmente muchos Bacilli. El género incluye a P. larvae, que causa el loque americana en Apis (género) abeja europea.

## Características
Antiguamente considerado un morfotipo de B. subtilis, las especies de Paenibacillus despliegan patrones complejos incluyendo los T tipo (tip-splitting), el C tipo (quiral), y el V tipo (vórtice). Esas formas son estables y exhiben mucha variabilidad fisiológica y genética frente a B. subtilis, incluyendo a las colonias β-galactosidasa causando el viraje a azul en placas de X-gal y múltiples resistencias a drogas (MDR) como ampicilina, tetraciclina, espectinomicina, estreptomicina.
Esa resistencia no se muestra en medio líquido, lo que significa que esa resistencia particular se debe a un líquido surfactante que forma un particular patrón en la placa de Petri. Esta resistencia a antibióticos, la presencia del gen β-gal y su particular morfología en la placa de Petri se usan para identificar y caracterizar la especie visualmente, aunque debido a su resistencia antibiótica es muy difícil encontrar criterios selectivos para las cepas mutantes y seleccionar las secuencias asociadas a los genes de resistencia.